# Aguastaya
Los Aguastayas fueron una etnia que habitaba a las cercanías del actual San Antonio, en Texas, pertenecientes al conjunto étnico de los Coahuiltecos, se encuentran en la actualidad extintos.
Tenían relaciones intertribales con las etnias de los Mesquites, y los Payayas.

## Lengua
Diversas fuentes indican que hablaban Coahuilteco, sin embargo los lingüistas afirman que hablaban en un dialecto nombrado como Aguastaya, ya que encontraron similitudes fonéticas con palabras de las etnias vecinas de los Yguáz y los Oáz.